# Kaba Diawara
Kaba Diawara (16 de Dezembro de 1975 em Toulon) é um ex-futebolista francês que atuava como atacante. 

## Carreira
O seu último clube foi o Arles-Avignon.
Kaba Diawara jogou por 17 clubes, com destaque para Arsenal e Paris-Saint-Germain PSG.
Diawara representou o elenco da Seleção Guineense de Futebol no Campeonato Africano das Nações de 2004, 2006 e 2008.

## Ligaçães externas
- Kaba Diawara em National-Football-Teams.com